# Marta Kostiuk
Marta Olehivna Kostiuk (în ucraineană Марта Олегівна Костюк; n. 28 iunie 2002) este o jucătoare de tenis ucraineană. Cea mai înaltă poziție în clasamentul WTA la simplu este locul 16 mondial, în iunie 2024, iar la dublu locul 27 mondial, în mai 2023. Ea a câștigat un titlu de simplu pe circuitul WTA, la ATX Open 2023, și un titlu WTA la dublu, la Slovenia Open 2022.